# Provincia di Sandaun
La  provincia di Sandaun o Sepik Ovest è una provincia della Papua Nuova Guinea appartenente alla Regione di Momase.

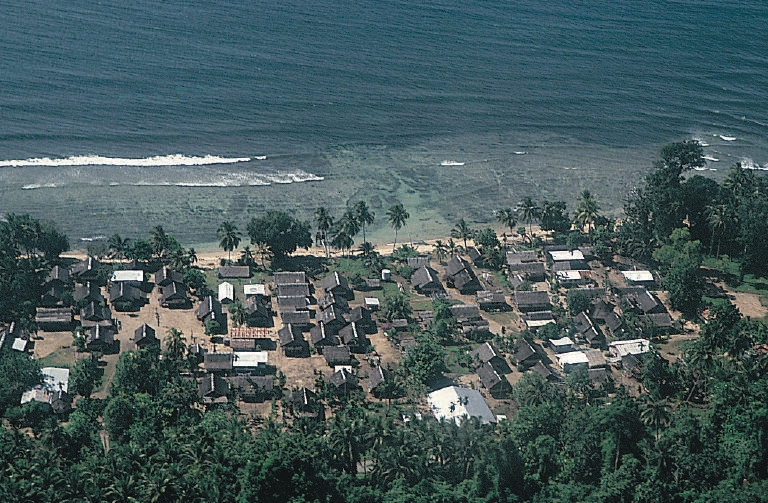
Veduta di tipico villaggio a ovest di Vanimo

## Geografia antropica

### Suddivisioni amministrative
La provincia è suddivisa in distretti, che a loro volta sono suddivisi in aree di governo locale (Local Level Government Areas).
| Distretto                       | Capoluogo | LLG                      |
| ------------------------------- | --------- | ------------------------ |
| Distretto di Aitape-Lumi        | Aitape    | Aitape Urban             |
| Distretto di Aitape-Lumi        | Aitape    | East Aitape Rural        |
| Distretto di Aitape-Lumi        | Aitape    | East Wapei Rural         |
| Distretto di Aitape-Lumi        | Aitape    | West Aitape Rural        |
| Distretto di Aitape-Lumi        | Aitape    | West Wapei Rural         |
| Distretto di Nuku               | Nuku      | Nuku Rural               |
| Distretto di Nuku               | Nuku      | Palai Rural              |
| Distretto di Nuku               | Nuku      | Yangkok Rural            |
| Distretto di Nuku               | Nuku      | Maimai Wanwan Rural      |
| Distretto di Telefomin          | Telefomin | Namea Rural              |
| Distretto di Telefomin          | Telefomin | Oksapmin Rural           |
| Distretto di Telefomin          | Telefomin | Telefomin Rural          |
| Distretto di Telefomin          | Telefomin | Yapsie Rural             |
| Distretto di Vanimo-Green River | Vanimo    | Amanab Rural             |
| Distretto di Vanimo-Green River | Vanimo    | Bewani-Wutung-Onei Rural |
| Distretto di Vanimo-Green River | Vanimo    | GGreen River Rural       |
| Distretto di Vanimo-Green River | Vanimo    | Vanimo Urban             |
| Distretto di Vanimo-Green River | Vanimo    | Walsa Rural              |